# Tetramorium buthrum
Tetramorium buthrum är en myrart som beskrevs av Bolton 1980. Tetramorium buthrum ingår i släktet Tetramorium och familjen myror. Inga underarter finns listade i Catalogue of Life.